# Cameri
Cameri es una localidad y comune italiana de la provincia de Novara, región de Piamonte, con 10.828 habitantes.

## Evolución demográfica
| Gráfica de evolución demográfica de Cameri entre 1861 y 2001 |
|                                                              |
| Fuente ISTAT - elaboración gráfica de Wikipedia              |